# Даніела Меркурі
Даніела Ме́ркурі де Алмейда (порт. Daniela Mercuri de Almeida; нар. 28 липня 1965, Сальвадор, Баїя, Бразилія) — латиноамериканська співачка, композиторка, танцюристка, продюсерка, володарка премії Греммі, активістка благочинних та правозахисних організацій, Амбасадорка доброї волі ООН у Бразилії від ЮНЕСКО, ЮНІСЕФ та ЮНЕЙДС. Одна з найвідоміших бразильських співачок, у світі продано понад 20 мільйонів її альбомів. За кількістю хітів № 1 лідирує в Бразилії, їх у неї 14. Представниця молодого покоління бразильської музики.

## Біографія
Народилася в сім'ї середнього класу Ліліани Меркурі Алмейда і Антоніо Фернандо Ферейри Алмейда, де було ще четверо дітей: Том, Крістіна, Ванія, і Маркуш. Даніела виділялася серед інших дітей: яскрава, товариська, найкраще почувалася на вулиці, де з друзями грала в м'яч і їздила на велосипеді. На вулиці отримала своє перше прізвисько, Pinga Fogo (оса або дуже рухлива людина). У товариських посиденьках з гітарою відкрила здібності до співу: 13-літньою наспівуючи під душем пісню Еліс Режини, зрозуміла, що співати виходить дуже добре.
Брала уроки класичного балету, джазу, афромузики, і до 16 років вже могла сама викладати танець. «Пам'ятаю випадок, коли батько не зміг оплатити мій танц-клас, і я запитала: чи можу я займатися безкоштовно?». Їй пішли на зустріч.
У 17 років захопилася хіпі, на деякий час закинула заняття музикою. У 19 років одружилася з першим бойфрендом Залтером.
У шлюбі почала співати у клубах і в різних модних закладах. Її виступи були дуже популярні. Одного разу в барі, де вона співала щоп'ятниці протягом майже двох років, стався скандал. «У залі збиралося до п'ятисот осіб. Публіка знала наші пісні і співала разом з нами». Власник бару розпорядився підвищити відрахування на його користь, і від такої зухвалості Меркурі. Відлтоді вона навіть якщо працювала в барах, то більше місяця не затримувалася.

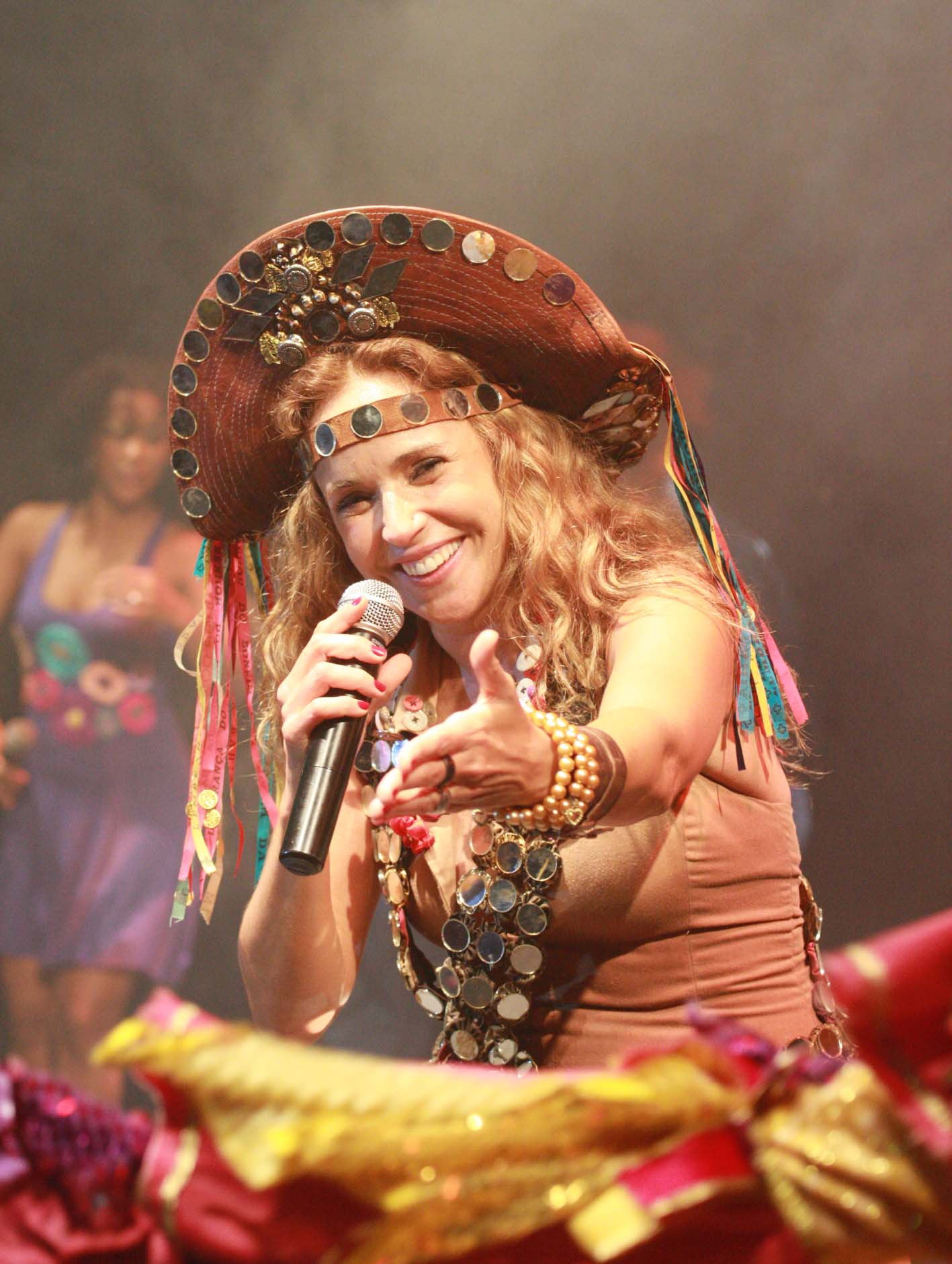
Даніела Меркурі на концерті, 2009 рік

Меркурі не припиняла виступи й під час вагітності першою дочкою Габріель. На восьмому місяці вона прийшла в гурт «Smell of Love», але через вагітність не змогла бути солісткою. Слідом народила доньку Джованну.
Відмовившись від виступів у барах, Меркурі працювала в тріо, а потім отримала запрошення в групу бек-вокалу Жилберту Жила. Свій перший диск записала в цій групі, почерпнувши звідти цінний досвід. Після цього випустила сольний альбому «Swing da cor». Потім її «Баїйський Ураган» захопив серця і душі всієї країни звуками реггі та самби, і довів, що бразильська пісня є і буде завжди.
У Даніели Меркурі особлива, легко впізнавана, вібруюча манера співу. У серіалі «Фатальна спадщина» (браз. O rei do Gado) звучить прекрасно виконана нею пісня «A Primeira Vista», в «Березі мрії» — пісня «So no balancao do mar».
Попри безсумнівні таланти співачки і танцюристки, мало хто знає, що вона ще і композиторка і поетеса. Багато своїх пісень вона написала сама або в співавторстві.
Захоплюється такими людьми, як Еліс Режина, Едсон Кордейро, Маріза Монте, Гільєрме Фонтіш, Клаудія Абреу, Танді, Марс Гайді.
Сповідує католицизм.

## Особисте життя

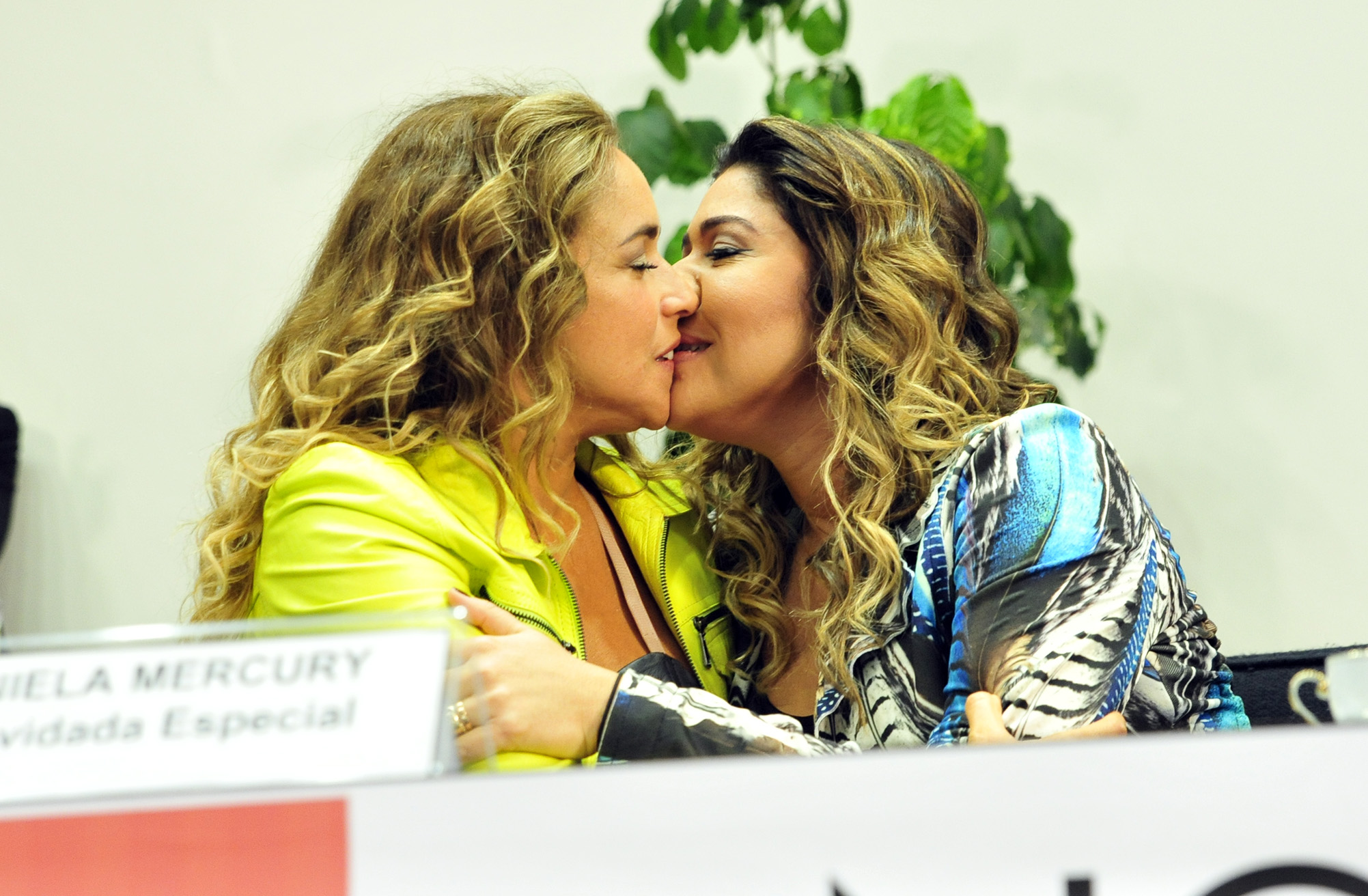
Меркурі та її дружина Малу Версоза беруть участь у ЛГБТ-семінарі в Палаті депутатів Бразилі

У 1984 році, у віці 19 років, Мерк'юрі вийшла заміж за інженера-електроніка Зальтера Портелу Лаборду Повоаса, свого хлопця зі старшої школи. Наступного року, 3 вересня 1985 року, вона народила їхню першу дитину, Габріеля (який також є співаком та автором пісень). Наступного року вона народила дівчинку на ім'я Джована (яка зараз є танцівницею в ансамблі Меркурі). У 1996 році Меркурі та Повоас розлучилися. ого ж року її назвали причиною розриву між Шику Буаркі та Марієтою Северу. В інтерв'ю журналу ISTOÉ Мерк'юрі сказала, що «це було легковажністю те, що вони зробили, безвідповідальність, яка викликала обурення в моєму житті та в житті їх обох». У квітні 2013 року Даніела Меркурі використала соціальні мережі, щоб оприлюднити свої стосунки з журналісткою Малу Версоза, заявивши, що «Малу тепер моя дружина, моя сім'я, моє натхнення для співу». Меркурі та Версоза одружилися 12 жовтня 2013 року на цивільній церемонії в Сальвадорі-да-Баїя, обидві були вдягнені у біле. Її батько, який спочатку критикував їхні стосунки, був присутній.

## Дискографія

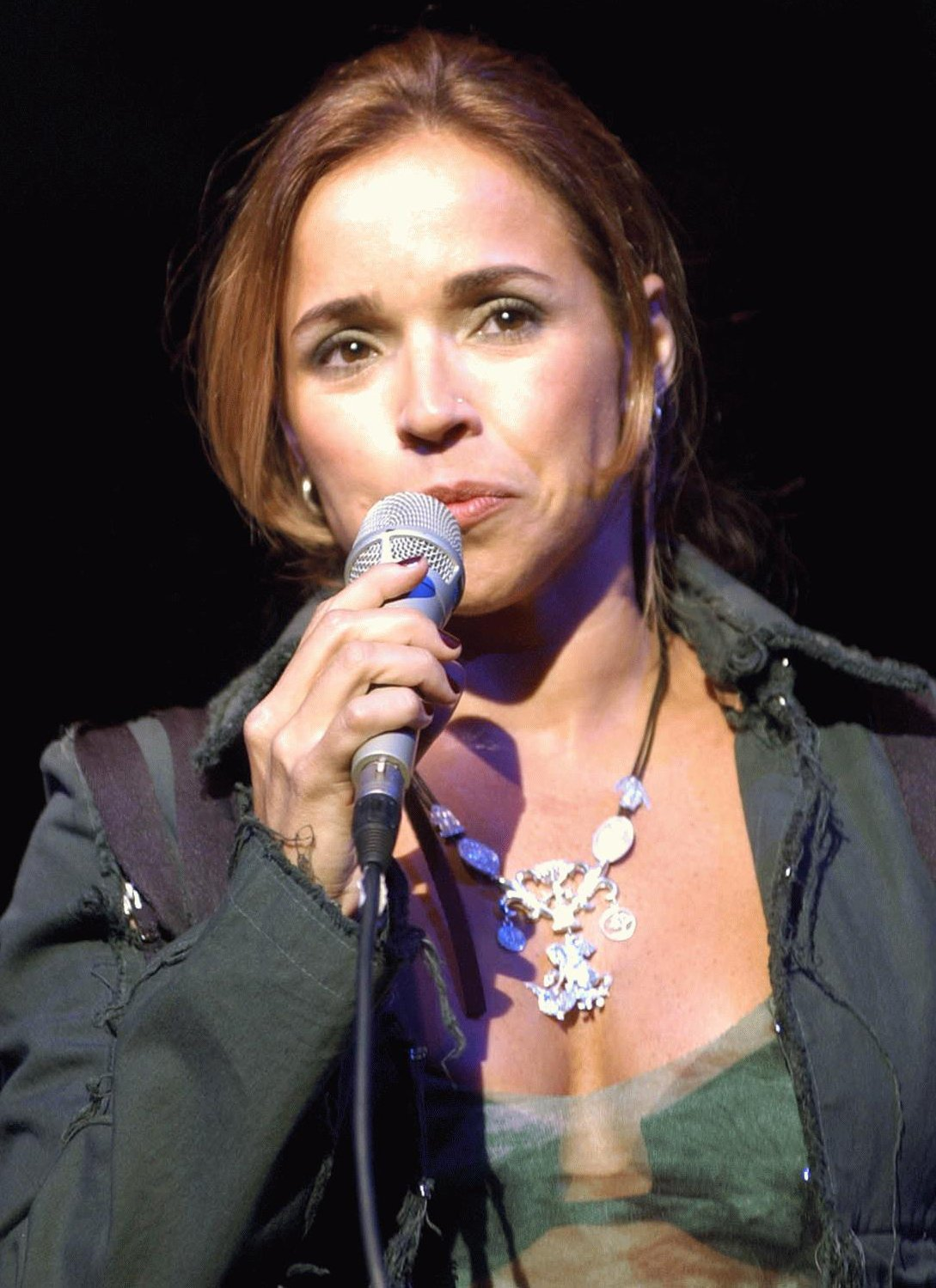
Даніела Меркурі на концерті в Бразилії, 7 жовтня 2003 року

### Студійні альбоми у складіCompanhia Clic(1988—1990)
| Рік  | Інформація про альбом                |
| ---- | ------------------------------------ |
| 1988 | Companhia Clic — Vol. 1 - 1й альбом  |
| 1989 | Companhia Clic — Vol. 2 - 2-й альбом |

### Сольні студійні альбоми
| Рік  | Інформація про альбом                                                                                       | Продажі і сертифікація (Бразилія)                            |
| ---- | --- | ------------------------------------------------------------ |
| 1991 | Daniela Mercury - 1-й сольний студійний альбом - Випущений: 1991 - Лейбл: Eldorado                          | - Продажі: 450,000 - Сертифікація: Platinum, 3x Gold         |
| 1992 | O Canto da Cidade - 2-й сольний студійний альбом - Випущений: 1992 - Лейбл: Epic Records                    | - Продажі: 2,500,000 - Сертифікація: 2x Diamond, 8x Platinum |
| 1994 | Música de Rua - 3-й сольний студійний альбом - Випущений: 1994 - Лейбл: Epic Records                        | - Продажі: 1,500,000 - Сертифікація: Diamond, 4x Platinum    |
| 1996 | Feijão com Arroz - 4-й сольний студійний альбом - Випущений: 1996 - Лейбл: Epic Records                     | - Продажі: 2,000,000 - Сертифікація: Diamond, 7x Platinum    |
| 2000 | Sol da Liberdade - 5-й сольний студійний альбом - Випущений: 18 квітня, 2000 - Лейбл: BMG                   | - Продажі: 800,000 - Сертифікація: 3x Platinum               |
| 2001 | Sou de Qualquer Lugar - 6-й сольний студійний альбом - Випущений: Вересень 2001 - Лейбл: BMG                | - Продажі: 500,000 - Сертифікація: Platinum, 4x Gold         |
| 2004 | Carnaval Eletrônico - 7-й сольний студійний альбом - Випущений: 1 червня, 2004 - Лейбл: BMG                 | - Продажі: 250,000 - Сертифікація: Platinum                  |
| 2005 | Balé Mulato - 8-й сольний студійний альбом - Випущений: жовтень 2005 - Лейбл: EMI                           | - Продажі: 650,000 - Сертифікація: Diamond                   |
| 2009 | Canibália - 9-й сольний студійний альбом - Випущений: 24 жовтня, 2009 - Лейбл: Sony BMG Music Entertainment | - Продажі: 150,000 - Сертифікація:                           |

### Відеографія
| Рік  | Відео                                                | Альбом                        |
| ---- | ---------------------------------------------------- | ----------------------------- |
| 1991 | «Swing da Cor» (за участю Olodum)                    | Daniela Mercury               |
| 1992 | «O Canto da Cidade»                                  | O Canto da Cidade             |
| 1992 | «O Mais Belo dos Belos»                              | O Canto da Cidade             |
| 1992 | «Batuque»                                            | O Canto da Cidade             |
| 1993 | «Você Não Entende Nada»                              | O Canto da Cidade             |
| 1993 | «Só Pra te Mostrar» (за участю Herbert Vianna)       | O Canto da Cidade             |
| 1994 | «Música de Rua»                                      | Música de Rua                 |
| 1994 | «O Reggae e o Mar»                                   | Música de Rua                 |
| 1997 | «Nobre Vagabundo»                                    | Feijão com Arroz              |
| 1997 | «Rapunzel»                                           | Feijão com Arroz              |
| 1997 | «Feijão de Corda»                                    | Feijão com Arroz              |
| 1998 | «Trio Metal»                                         | Elétrica — Ao Vivo            |
| 2000 | «Ilê Pérola Negra»                                   | Sol da Liberdade              |
| 2000 | «Santa Helena»                                       | Sol da Liberdade              |
| 2001 | «Beat Lamento»                                       | Sou de Qualquer Lugar         |
| 2002 | «Mutante»                                            | Sou de Qualquer Lugar         |
| 2003 | «Dona da Banca»                                      | MTV Ao Vivo — Eletrodoméstico |
| 2003 | «Meu Plano»                                          | MTV Ao Vivo — Eletrodoméstico |
| 2004 | «Maimbê Dandá» (за участю Carlinhos Brown)           | Carnaval Eletrônico           |
| 2005 | «Aeromoça»                                           | Clássica                      |
| 2005 | «Sua Estupidez»                                      | Clássica                      |
| 2005 | «Topo do Mundo»                                      | Balé Mulato                   |
| 2005 | «Levada Brasileira»                                  | Balé Mulato                   |
| 2006 | «Quero a Felicidade» (за участю Jammil e Uma Noites) | Balé Mulato — Ao Vivo         |
| 2006 | «Toneladas de Amor»                                  | Balé Mulato — Ao Vivo         |
| 2009 | «Oyá Por Nós» (за участю Margareth Menezes)          | Canibália                     |
| 2010 | «É Carnaval»                                         | Canibália: Ritmos do Brasil   |

## Фільмографія

### Телебачення
| Рік  | Українська назва | Оригінальна назва             |
| ---- | ---------------- | ----------------------------- |
| 1992 |                  | O Canto da Cidade             |
| 1997 |                  | Mandacaru                     |
| 1998 |                  | Dona Flor e Seus Dois Maridos |
| 2002 |                  | Popstars                      |
| 2006 |                  | Dança Comigo                  |
| 2007 |                  | Paraíso Tropical              |
| 2014 |                  | The Voice Kids Portugal       |
| 2016 |                  | Superstar                     |
| 2018 | Друге сонце      | Segundo Sol                   |
| 2019 |                  | Uma Vila de Novela            |

### Кіно
| Рік  | Українська назва | Оригінальна назва                         |
| ---- | ---------------- | ----------------------------------------- |
| 2005 |                  | Chame Gente — A História do Trio Elétrico |
| 2017 |                  | Axé: Canto do Povo de um Lugar            |

## Оцінка
Письменник Жоржі Амаду:
«Даніела Меркурі дійсно зірка. Я думаю, що всі ми, чоловіки і жінки Баїї, закохані в неї. Та хіба тільки в Баїї? Всі бразильці і багато людей в цілому Божому світі. Інженеру Залтеру, який має привілей бути чоловіком Даніели, не треба вмирати від ревнощів. Наша любов чиста, це любов простих людей до зірки, сяючою в небесах Баїї. Навіть більше, ніж любов — майже обожнювання».
Футболіст Дієго Марадона:
«Більшість бразильських речей, які я знаю, називаються Даніела Меркурі. В Буенос-Айрес я привіз багато дисків і відеокасет, і моя дочка іноді наслідує її — одягається, як Даніела, знає про неї все. Музика Даніели їздить разом з нами. Даніела — це голос і танець, повні кольору — кольору Бразилії».
Співачка Іветі Сангалу:
«Крім того, що вона дуже симпатична, у неї фізична експресія — через край. Вона — школа для величезного числа людей, які виступають, і школа для всіх, хто збирається вибрати професію музиканта. Вона — професійне дзеркало».